# Dellien (Amt Neuhaus)
Dellien (niederdeutsch Dellien) ist ein Ortsteil der Gemeinde Amt Neuhaus in Niedersachsen.

## Geographie
Der Ort liegt östlich der Krainke, einen Kilometer nördlich von Neuhaus und zwei Kilometer nordöstlich der B 195.

## Geschichte
Für das Jahr 1848 wird angegeben, dass Dellien 29 Wohngebäude hatte, in denen 264 Einwohner lebten. Zu der Zeit war der Ort nach Neuhaus eingepfarrt, die Schule befand sich im Ort. Am 1. Dezember 1910 hatte Dellien im Kreis Bleckede 200 Einwohner. Im Rahmen der Gebietsänderungen im Bezirk Schwerin wurde Preten am 1. Januar 1974 nach Dellien eingemeindet. Nach der deutschen Wiedervereinigung wechselte der Ort am 30. Juni 1993 aus Mecklenburg-Vorpommern nach Niedersachsen in den Landkreis Lüneburg. Am 1. Oktober 1993 wurde Dellien in das Amt Neuhaus eingemeindet.